# Pardosa lugubris
Espèce
Synonymes
- Aranea chelata Müller, 1764
- Aranea dorsalis Fabricius, 1775
- Aranea lugubris Walckenaer, 1802
- Lycosa silvicola Sundevall, 1833
- Lycosa nigriceps Menge, 1879
- Lycosa nemoralis Bertkau, 1880
- Lycosa blanca Wagner, 1894
- Pardosa barndti Wunderlich, 1969

Pardosa lugubris, l'araignée-loup, est une espèce d'araignées aranéomorphes de la famille des Lycosidae.

## Distribution
Cette espèce se rencontre en zone paléarctique.
Elle est commune sur le sol des forêts caduques d'Europe.

## Aspect
Cette araignée fait partie des quelque trente espèces d’araignées-loups quelquefois difficiles à distinguer les unes des autres. Elle peut atteindre une longueur de 0.5 à 0.7 cm, la femelle étant un peu plus grosse que le mâle. Les pattes sont longues, le céphalothorax, brun-noir sur les côtés, porte une bande médiane brun clair allant jusqu'à la région céphalique très en saillie, le reste du corps est d'un brun grisonnant et terne.
Un signe distinctif pour la Pardosa lugubris est que la bande claire du céphalothorax va jusqu'au front.

## Habitat
On observe fréquemment cette espèce dans les lisières de forêt sèches et ensoleillées, les clairières où poussent les buissons, les prairies sèches, les landes et les bordures de chemins. Les araignées adultes sont principalement observées entre avril et septembre.

## Mode de vie
Pardosa lugubris est un chasseur à activité diurne  qui traque ses proies sur le sol sans avoir à tisser de toile. Ses proies pour l'essentiel sont des petits insectes mais elle attrape aussi d'autres araignées qu'elle arrive à détecter grâce à ses yeux extraordinairement perçants. L’accouplement est précédé par une danse de parade complexe, dans laquelle le mâle vibre ses pattes antérieures et ses pattes-mâchoires. Autour de fin mai on peut observer les femelles qui portent sur leur corps leur cocon de couleur grise ou verdâtre attaché à leurs filières.

## Développement
Les petites araignées commencent à éclore autour de mi-juin, elles grimpent tout de suite sur l'abdomen de leur mère et se laissent porter jusqu'à leur première mue, puis elles se séparent pour mener une vie indépendante.

## Description
Les mâles mesurent de 4,6 à 5 mm et les femelles de 4,8 à 8 mm.

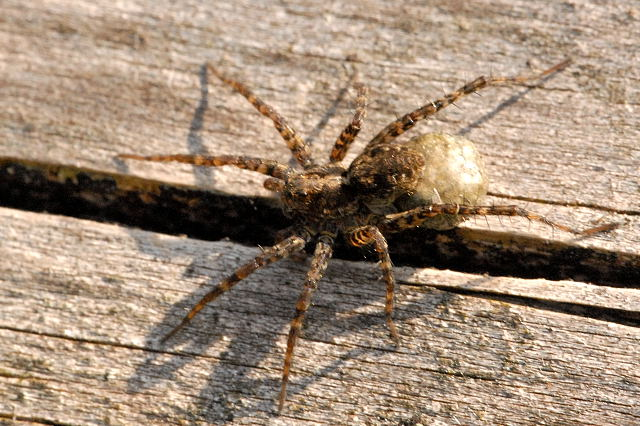
Femelle transportant ses œufs.

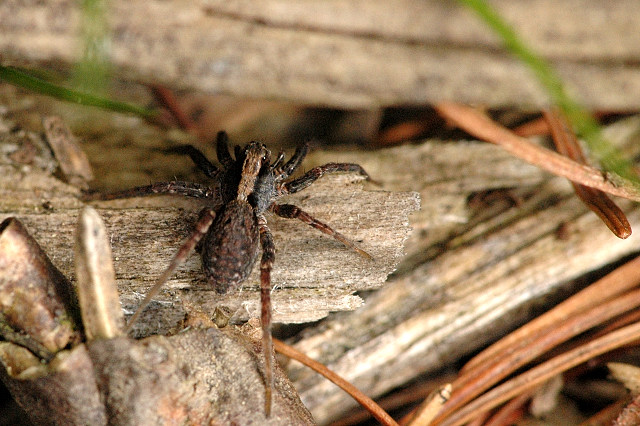
Mâle.

Le mâle se distingue par les deux bandes parallèles noires que l'on trouve de chaque côté de son corps.
Cette espèce a une espérance de vie de un à deux ans généralement.
Comme la plupart des Lycosidae, elle ne bâtit pas de toile mais poursuit ses proies, principalement des insectes, à terre.

## Publication originale
- Walckenaer, 1802 : Faune parisienne. Insectes. ou Histoire abrégée des insectes des environs de Paris. Paris, vol. 2, p. 187-250.